# Lemna obscura
Lemna obscura là một loài thực vật có hoa trong họ Ráy (Araceae). Loài này được (Austin) Daubs mô tả khoa học đầu tiên năm 1965.

## Hình ảnh

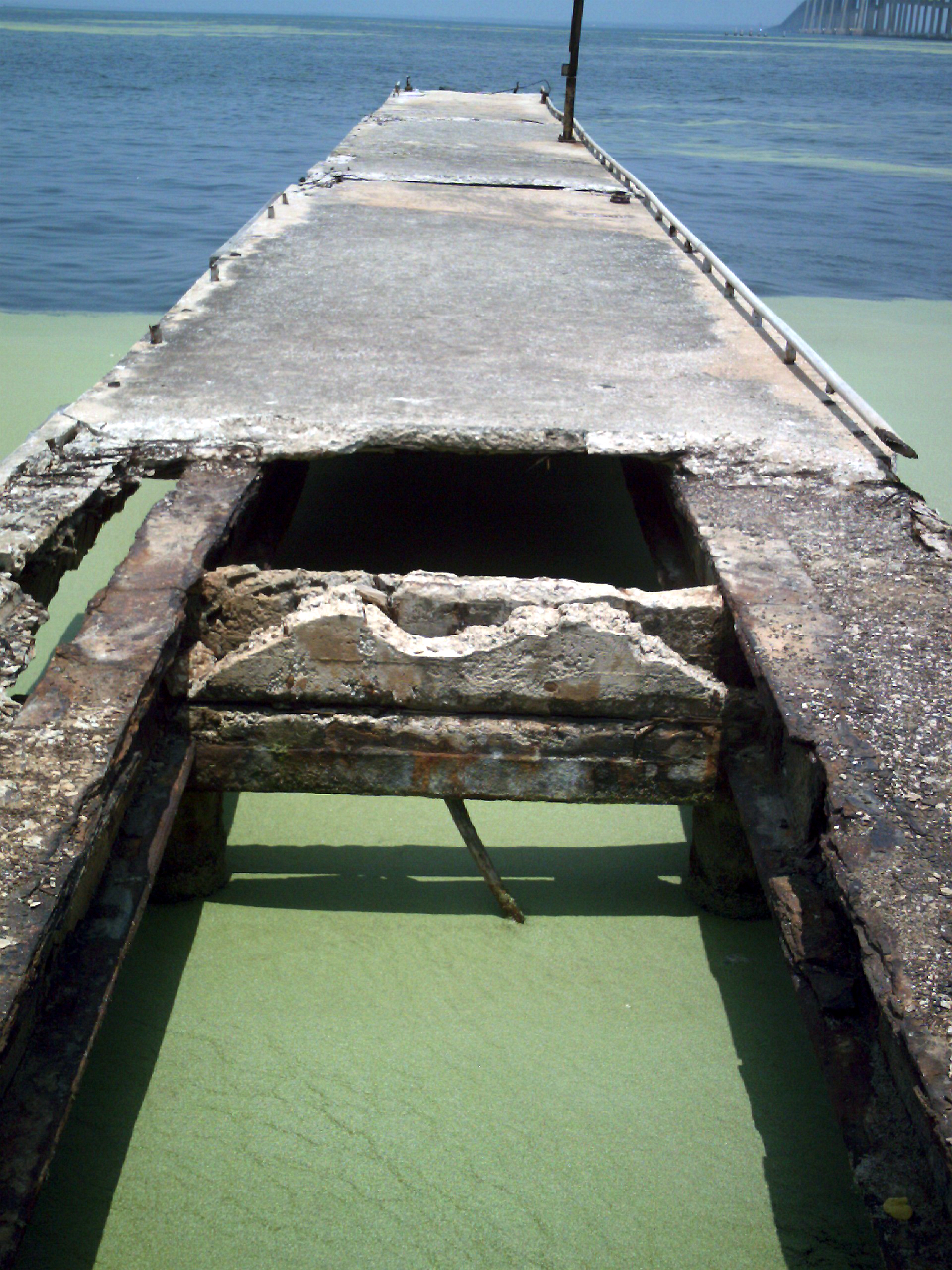
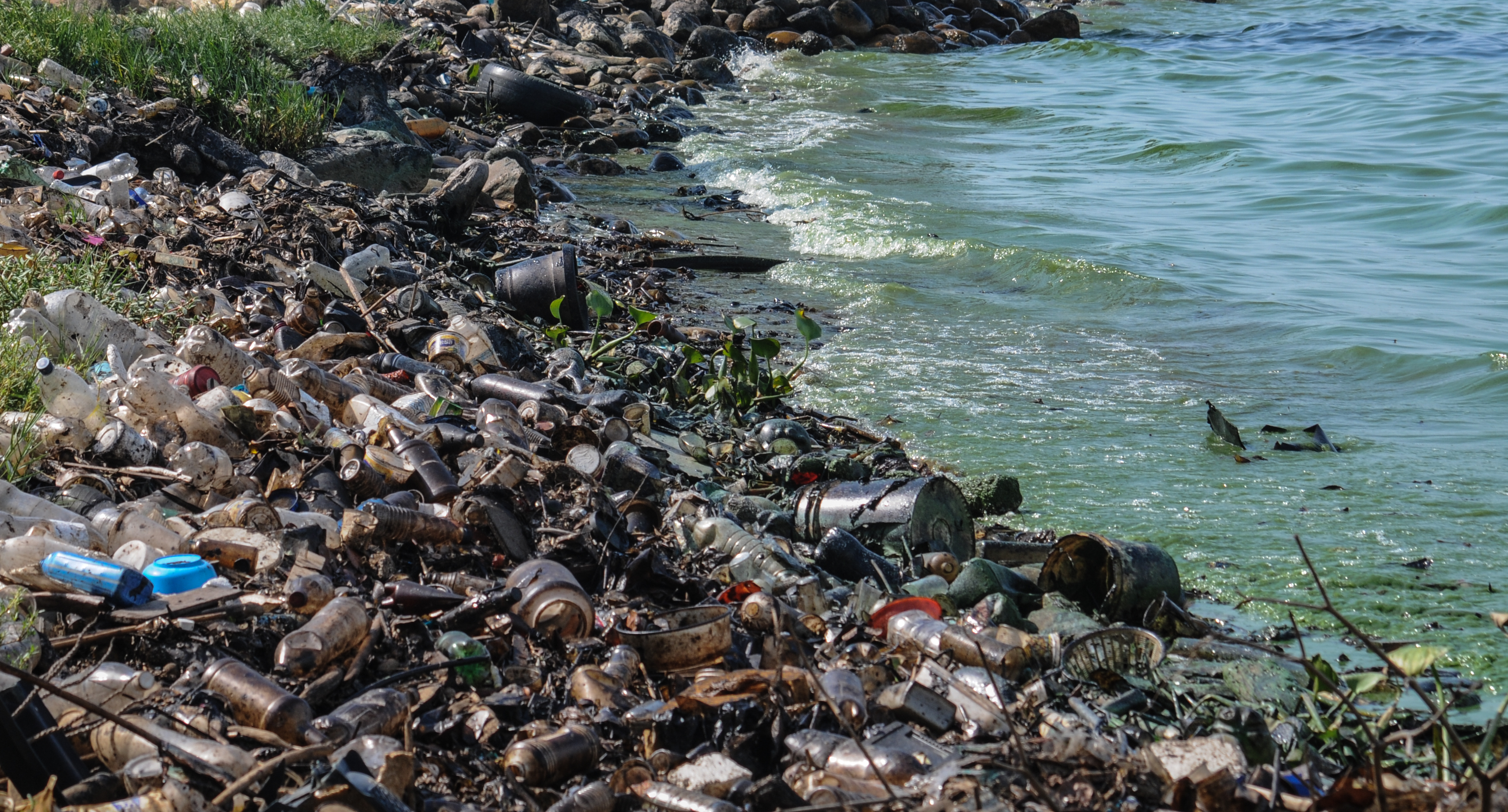
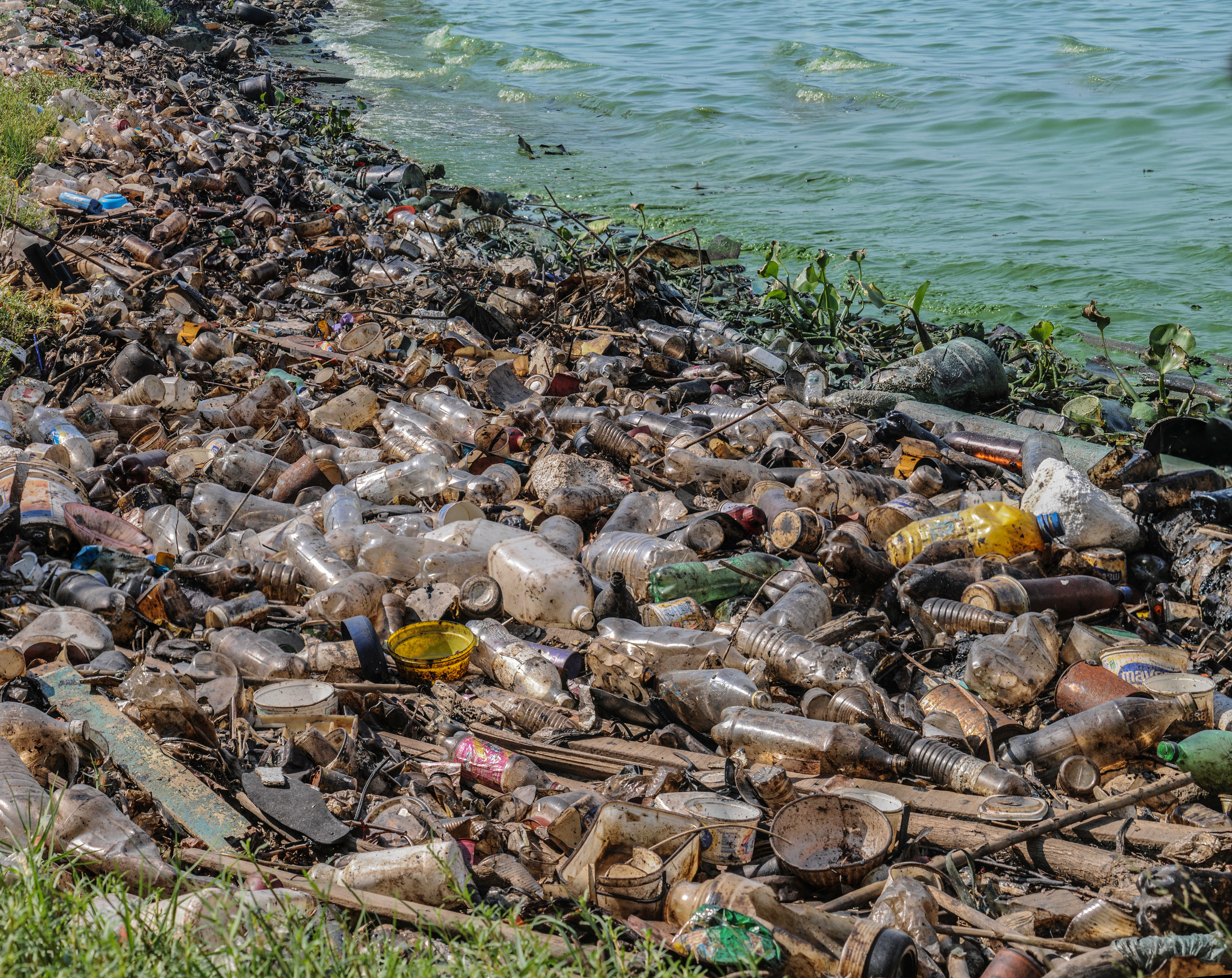
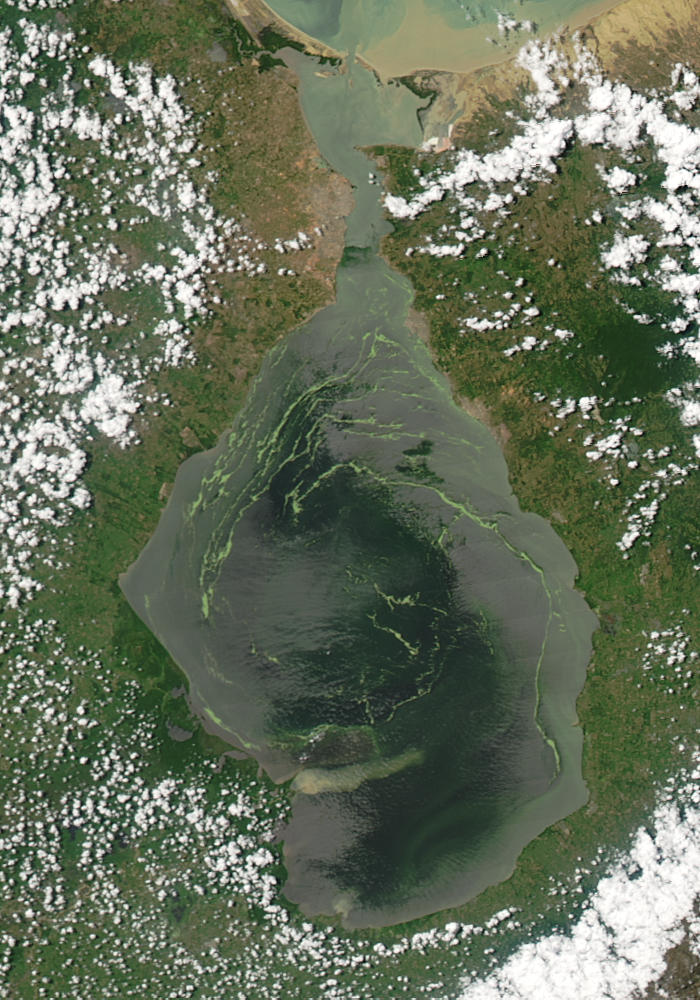